# Frühere Verhältnisse
Frühere Verhältnisse ist eine Posse mit Gesang in Einem Act von Johann Nestroy. Die Uraufführung fand am 7. Jänner 1862 in Karl Treumanns Theater am Franz-Josefs-Kai statt.

## Inhalt
Herr Scheitermann versucht seit seiner Hochzeit mit der aus einer Professorenfamilie stammenden Josephine, seine einfache Herkunft vor ihr zu verbergen. Der Schwindel droht aufzufliegen, als ihre früheren Dienstboten gekündigt werden, der Hausknecht von Scheitermann, weil er Zigarren gestohlen hatte und das Dienstmädchen von Josephine, weil sie ihren Gatten dabei erwischte, wie er ihr die Wangen streichelte:
„Wie doch die Frauen immer nach dem Schein urtheilen! Willenlose Handbewegung, unabsichtlicher Dienstboth, zufällige Durchkreuzung der Handbewegungslinie durch die über‘s Zimmer schus[s]elnde Dienstbothenwange, da muß man nicht gleich eine Intention d’rinn suchen wollen.“ (1ste  Scene)
Als neues Dienstmädchen bewirbt sich Peppi, die schon Köchin bei Josephines Vater war und dort die vielen Liebschaften Josephines miterlebt hatte. Josephine stellt sie ein und klagt sofort, dass ihr Gatte zwar reich, aber etwas dumm sei, was Peppi sofort positiv einschätzt:
„Reich und dumm?! – Sie sind ja ein Glückskind!“(4te  Scene)
Noch schlimmer wird es, als ausgerechnet der heruntergekommene Anton Muffl, bei dem der jetzige Hausherr einst selbst Hausknecht war, sich für diese Stelle bewirbt. Dazu kommt noch, dass er während Peppis Theaterzeit mit ihr eine Affäre hatte. Sofort setzt Muffl Scheitermann mit seinem Wissen um seine niedrige Vergangenheit unter Druck und beginnt ihn schamlos zu erpressen („O, ich will euch ein furchtbarer Hausknecht sein.“). Peppi glaubt durch ein falsch verstandenes Gespräch der beiden Männer, in ihm den Komplizen Scheitermanns bei einem Raubüberfall zu entlarven. Muffl wiederum glaubt, Peppi sei nun die Gattin Scheitermanns, erst durch eine heftige Kontroverse aller vier Beteiligten klären sich die Irrtümer auf, was Scheitermann als die Hauptsache ansieht. Muffl findet das richtige Schlusswort:
„Nein, die Hauptsach' is, (mit Bezug auf das Publikum) daß auch sonst Niemand die ‚früheren Verhältnisse‘ uns übel nimmt.“ (18te  Scene)

## Werksgeschichte
Nestroys späte Werke, die beiden Einakter Frühere Verhältnisse und Häuptling Abendwind, hatten am Treumann-Theater in kurzem Abstand ihre Uraufführungen (7. Jänner und 1. Februar 1862), es ist daher anzunehmen, dass sie bereits vor dem Jahresende 1861 im Großen und Ganzen fertig geschrieben waren. In einem Brief an Karl Treumann vom Ende August 1861 schrieb Nestroy über die Beschäftigung mit Häuptling Abendwind und fragte gleichzeitig an, ob Treumann ein weiteres für eine Bearbeitung zweckmäßiges Stück kenne.
Als Vorlage für dieses sein vorletztes Stück vor seinem Tode – das letzte war Häuptling Abendwind – diente Nestroy vermutlich der Schwank Ein melancholischer Hausknecht oder Alte Bekanntschaften, Uraufführung in Berlin am 30. Juli 1861, der Berliner Schriftstellerin Emilie Pohl (* 1824 in Königsberg; † 1901 in Bad Ems). Dies stand zumindest in der zeitgenössischen Wiener Theaterzeitung Der Zwischenakt. Der Humorist von Moritz Gottlieb Saphir hingegen vermutete ein französisches Vaudeville als Quelle. Noch 1989 wurden von Jürgen Hein beide Annahmen als unsicher bezeichnet, 1996 nahm dagegen Peter Branscombe an, Pohls Werk könne durchaus die Quelle gewesen sein, vor allem, weil auch auf dem Theaterzettel Emile (sic!) Pohl als Vorlage angegeben wird.
In der Rolle der Peppi brachte Nestroy wieder einmal eines seiner Lieblingsthemen auf die Bühne, die ironische Abrechnung mit dem Theaterbetrieb, vor allem mit der kläglichen Zahlungsmoral der Direktoren. Dies war schon in Der Zettelträger Papp (1827), Das Quodlibet verschiedener Jahrhunderte (1843), Zwey ewige Juden und Keiner (1846), Theaterg’schichten (1854) und anderen seiner Werke der Fall. So räsoniert Peppi gleich bei ihrem Auftrittsmonolog:
„Was hab' ich gehabt davon? Gagen zahlen war bei diesen Direktionen nicht üblich, und wegen mir konnte man nicht abgehen von diesem Grundprinzip.“ (Dritte Szene)
Auch Muffl ironisiert die Theaterschauspieler, die er in Person von Peppi einst kennenlernte:
„[…] sie hat sich noch viel mehr eingebildet, als wirklich dran war – wie s' schon so sind bei die kleinen Theater, bei die großen is das anders!“ (Fünfte Szene)
Nestroy spielte den Hausknecht Muffl, Alois Grois den Herrn Scheitermann, Anna Grobecker die Josephine, Therese Braunecker-Schäfer die Peppi. Nach einem noch vorhandenen Theaterzettel wurden nur an einem einzigen Abend (am 4. Februar 1862) sowohl Frühere Verhältnisse als auch Häuptling Abendwind zusammen im Treumann-Theater aufgeführt. Das Stück dazwischen war das Singspiel Hochzeit bei Laternenschein von Karl Treumann, mit Melodien von Jacques Offenbach.
Ein Originalmanuskript aus Nestroys Nachlass (Nr. XXIX) mit Vorzensur-Anmerkungen des Autors ist überliefert, ebenso das ebenfalls eigenhändige Rollenbuch Muffls, das Nestroy für sich selbst geschrieben hat, mit einigen Flüchtigkeitsfehlern, Ein Zensurmanuskript mit einigen Vermerken (10. 4. 1881 Theater in der Josefstadt, 21. 4. 1881 Pilsen, 5. Mai 1881 Reichenberg) ist ebenfalls erhalten.
Von den Originalmanuskripten der Musik ist nur eine Partitur mit Entrè Lied N 1 (Peppi) & Entrè Lied N 2 (Muffl), Titel Frühere Verhältnisse Posse von j. Nestroy Musik von A: M: Storch mp Kapellmeister am K.K. pr[ivile]g[ierten] Carl Theater erhalten.
Das Stück gehört heute noch zu den meistgespielten aus Nestroys dramatischem Schaffen.

## Zeitgenössische Rezeptionen
Die zeitgenössische Kritik lobte sowohl das Stück als auch die außerordentliche schauspielerische Leistung Nestroys, allerdings gab es nur relativ wenige Zeitungsberichte darüber.
In der schon erwähnten Zeitschrift Zwischen-Akt vom 8. Jänner 1862 (5. Jg., Nr. 8) war ein ausführlicher Bericht zu lesen:
„Gebührt dem verehrten Verfasser auch nicht das Verdienst, den Stoff seines einaktigen Lustspieles: ‚Frühere Verhältnisse‘, selbst erfunden zu haben, so wußte er durch eine treffliche Lokalisierung dieses Lustspieles, das er mit Witz und Humor reichlich ausstattete, neue Lorbeeren dem reichen Kranze beizufügen. Kurz, das Publikum zeichnete den Dichter Nestroy in gleicher, fast demonstrativer Weise aus, wie den Schauspieler, dessen ‚Muffel‘ eine von keinem andern Künstler je zu erreichende Leistung genannt werden muß.“
Die Morgen-Post vom selben Tag (12. Jg., Nr. 7) nannte als erste Nestroys Vorlage in einer öffentlichen Publikation:
„[…] die anmuthige Posse ‚Frühere Verhältnisse‘ (‚ein melancholischer Hausknecht‘ von Pohl) […]“
Das Unterhaltungsblatt Hans-Jörgel von Gumpoldskirchen war voll des Lobes über den Einakter:
„Das Ereigniß der Woche war Nestroy’s neue Posse Frühere Verhältnisse, die uns ganz an die früheren Verhältnisse der Wiener Volksposse erinnerte, – da ist Spaß und Witz in Fülle, da reißt der zündende Dialog, der Gedankenreichthum die Zuhörer zum lauten Bravo, zum schallenden Gelächter hin.“
Auch im Humorist (11. Jänner, Nr. 2), in der Ost-Deutschen-Post  (12. Jänner, 14. Jg., Nr. 11), in Recensionen und Mittheilungen über Theater, Musik und bildende Kunst(12. Jänner, Jg. 8, Nr. 2, S. 28–29), und anderen Blättern waren die Rezeptionen durchwegs sehr positiv. 

## Spätere Interpretationen
Otto Forst de Battaglia kritisierte 1932 noch, dass es sich bei diesem Stück um „eine an sich harmlose Kleinigkeit eigener Schöpfung“ handle, spätere Literaturhistoriker weichen deutlich von dieser und anderen früheren Meinungen ab.
Helmut Ahrens nimmt an, die mehr als herzliche Aufnahme des Werkes durch das Publikum galt nicht nur dem Stück an sich, sondern vielmehr dem „Denkmal Nestroy, der Legende, dem Mann, der Theatergeschichte gemacht hat“ (Zitat), wie er von seinen Zeitgenossen schon vor seinem Tod gesehen wurde. Auch die Zeitungskritiken hätten diese Einstellung widerspiegelt.
Franz H. Mautner erwähnt ebenfalls den Schwank von Emilie Pohl, der aber nicht mehr identifizierbar sei. Das Stück bezeichnet er als „auf kleinstem Raum konzentrierter Nestroy bei harmlos-albernstem Aussehen.“ Vor dem Hintergrund wirtschaftlich und gesellschaftlich labil gewordener Zustände vereine diese ethisch-satirische Sozialkritik sarkastische Bemerkungen über das kommerzialisierte Theater, über das unberechenbare Schicksal, über Parvenütum, Standesdünkel und vor allem über Täuschung und Selbsttäuschung.
Hans Weigel meint, dass es „doch in die erste Reihe seiner Meisterstücke gehört“.
Kurt Kahl stellt fest, „dass die letzten Rollen, die [Nestroy] sich selbst schreibt, ein Phlegma vortäuschen, durch das jedoch die Satire in ungebrochener Leuchtkraft hindurchschimmert. […] Dass hier die Fragwürdigkeit sozialer Existenz vorgeführt wird, dass Sein und Schein in einer großartigen Parabel gegeneinandergehalten werden, erfasst kaum jemand.“
Auch Rio Preisner findet den sozialen Inhalt bezeichnend für dieses Werk, denn „mit Ausnahme von Josephine, der Professorentochter, verkörpern alle Gestalten die soziale und moralische Unsicherheit der liberalistischen Gesellschaft in der zweiten Hälfte des 19. Jahrhunderts.“

## Verfilmungen
- 1927: Frühere Verhältnisse, deutsches Stummfilm-Lustspiel aus dem Jahre 1927 von Arthur Bergen
- 1960: Fernsehaufzeichnung des Bayerischen Rundfunks, Regie: Bruno Hübner
- 1962: Fernsehaufzeichnung des ORF, Regie: Erich Neuberg
- 1964: Fernsehaufzeichnung des Deutschen Fernsehfunks, Regie: Fred Mahr und Jens-Peter Proll
- 1968: Fernsehaufzeichnung des WDR, Regie: Gerhard Klingenberg
- 1990: Aufzeichnung aus dem Theater in der Josefstadt, Inszenierung: Hellmut Matiasek; Bildregie: Martin Polasek; Hans Wolfgang Pemmer (Herr von Scheitermann), Otto Schenk (Anton Muffl), Michaela Rosen (Josephine), Christine Ostermayer (Peppi Amsel)[25][26]
- 2003: Aufzeichnung aus den Kammerspielen Wien, Regie: Peter Gruber

## Text
- Gesamter Text auf www.nestroy.at/nestroy-stuecke/82 verhaeltnisse